# Серотинија
Серотинија (брадиспорија) је одложено ослобађање зрелог семена. Код већине биљака семе по сазревању краће или дуже време остаје у контакту са материнском биљком, ако тај период траје више година, или деценија, а семе остаје клијаво, таква еколошка адаптација сматра се серотинијом. Серотинија је карактеристична за знатан број врста распрострањених у Аустралији, Јужној Африци и Медитерану, а најчешћа је код појединих припадника породица Proteaceae, Cupressaceae, Ericaceae, Asteraceae, Pinaceae и Bruniaceae. 

## Типови серотиније
Потпуна серотинија, масовно ослобађање семена само после „окидача“, је ређа и карактеристична је за род Leucadendron, на пример. Парцијална серотинија је чешћа и оглада се у редовном ослобађању семена после сваког урода, али и преостајању извесне количине неослобођеног семена у плодовима или шишаркама до појаве окидача. 
Према окидачу који изазива ослобађање семена серотинија може да буде:
- некросцентна – када је окидач смрт матичне биљке или гране,
- хигросцентна - окидач је влага,
- солисцентна - сунчевим загревањем долази до ослобађања семена,
- ксеросцентна - окидач је суша,
- пиросцентна – окидач је ватра,
- пирохидросцентна окидач је ватра, а затим влага.

## Пиросцентна серотинија
Сврха серотиније може се објаснити стварањем резерве семена за обнављање врсте у случају пожара. Пиросцентна серотинија је најчешћи облик серотиније код голосеменица. Топлота, посебно она коју ослобађа ватра утиче на отварање шишарки отклањајући узроке серотиније и растапајући смолу која такође може да буде допунски узрок серотиније. Температура на којој се топи смола америчког бора Pinus contorta је између 45 и 50оС. Ослобођено семе пада на опожарену минерализовану подлогу ослобођену конкурентске приземне вегетације где има све услове за клијање. Серотинија је, поред осталих особина везаних за дебљину коре, могућност зацељивања траума изазваних пожаром, аутохорију итд., важна карактеристика екосистема у којима пожар представља карику у природном обнављању. У литератури се наводе три узрока серотиније: (а) екстремно јака адхезија између делова фертилних љуспи које се додирују изнад врхова крила семена; (b) грађа шишарке и (c) и природа две врсте ткива у фертилним љуспама. Код шишарки код којих није изражена серотинија губитком влаге долази до размицања фертилних љуспи због разлике у контракцији две врсте ткива. Од осовине шишарке до врха протеже се ткиво са ћелијама сличним трахеидама, а у абаксијалној зони су склеренхимске ћелије дебелих зидова. Код серотинозних шишарки ове разлике нема или је она минимална.

### Серотинија кодчемпреса
У оквиру рода Cupressus парцијална серотинија се среће код више врста међу којима су и обични чемпрес Cupressus sempervirens и аризонски чемпрес Cupressus arizonica. Време цветања код обичног чемпреса је током фебруара-марта; семе је зрело септембра-октобра 2. године, шишарке се отварају почев од зиме у дугом периоду. Аризонски чемпрес цвета у пролеће, а друге године у септембру семе је зрело; осипање је на махове током наредних година. И аризонски и обични чемпрес плодоносе скоро сваке године. 
Време сакупљања шишарки већине врста чемпреса протеже се од ране јесени до пролећа. Сакупљање касно зими и у пролеће је по литератури мање осетљиво због уједначеније зрелости шишарки. Јесењи термин подразумева препознавање морфолошких карактеристика шишарки у различитим фазама зрелости. Према неким ауторима изражена серотинија код ових врста дозвољава да се семе сакупља током читаве године.
Серотинија код аризонског и обичног чемпреса није изражена у толикој мери да представља резерву семена за венредне ситуације (пожар). Стратегија обе врсте се пре огледа у свакогодишњем обилном плодоношењу. На основу резултата клијања семена из различитих провенијенција обичног чемпреса постоји знатна варијабилност у очувању клијавости у серотинозним шишарицама.

### Серотинија код борова
Серотинија код рода Pinus није ретка и забележена је код више од десет врста. Код њих неке, или ређе, све зреле шишарке остају затворене од неколико до више десетина година на стаблима и отварају се у неправилним интервалима (P. attenuata Lemm., P. banksiana Lamb., P. brutia Ten., P. clausa (Champ.) Vasey, P. contorta var. latifolia Engelm., P. halepensis Mill., P. muricata D. Don, P. pinaster Ait., P. pungens Lamb., P. radiata D. Don и P. rigida Mill.). Такође је познато да код P. banksiana, P. clausa, P. contorta Dougl. и P. rigida постоје индивидуе код којих се шишарке отварају одмах по сазревању. 
Алепски бор (P. halepensis) испољава парцијалну серотинију при којој поједине шишарке остају затворене и више десетина година. Са друге стране развој и дозревање семена одвија се током три календарске године, што све доводи до присуства шишарки различите старости у време сакупљања.
Серотинија као механизам за природно обнављање шума алепског бора после пожара ефикасна је око десет година по сазревању семена. Шишарице после овог времена не реагују на високе температуре, а екстраховано семе показује ниску клијавост.